# La reina de las nieves (película de 2002)
La reina de las nieves (Snow Queen) es una película para televisión hecha por Hallmark Entertainment, dirigida por David Wu, y basada en la historia La reina de las nieves de Hans Christian Andersen. La película protagoniza a Bridget Fonda como La Reina de las nieves y a Chelsea Hobbs como Gerda, su rival y la heroína de la historia. La película se emitió originalmente en Hallmark Channel como una miniserie de dos partes, pero desde entonces ha sido lanzado como un largometraje en DVD en los Estados Unidos. El DVD salió el 9 de noviembre de 2008, en el Reino Unido, y el 2 de septiembre de 2011, en Australia. Este fue el último papel interpretado por Bridget Fonda hasta la fecha.

## Argumento
Gerda vive con su padre Wolfgang en un solitario hotel del norte. Años atrás, una tormenta de nieve se llevó la vida de su madre. Su padre no fue el mismo desde entonces y Gerda había olvidado lo que se sentía ser feliz, hasta que conoce a Kai, un chico a quien su padre contrata como botones en el hotel. Un día, una misteriosa mujer vestida con pieles blancas y diamantes reserva una habitación en el hotel. La extraña dama se da cuenta del amor entre Gerda y Kai y en medio de la noche del cumpleaños de Gerda la mujer desaparece junto con Kai  y el único rastro que Gerda encuentra de él, es una inquietante nota donde pide su ayuda. Pasado el invierno, todos creen que Kai ha muerto, pero Gerda siente en su corazón que sigue con vida, así que emprende un viaje a lo largo de las estaciones para encontrarlo.

## Reparto
- Bridget Fonda como La Reina de las Nieves.
- Chelsea Hobbs como Gerda.
- Jeremy Guilbaut  como Kai.
- Robert Wisden como Wolfgang.
- Wanda Cannon como Minna.
- Meghan Black como La chica ladrona.
- Jennifer Clement como La bruja de primavera.
- Kira Clavell como La princesa de verano.
- Suzy Joachim La Ladrona de otoño.
- Duncan Fraser  como Mayor.
- Rachel Hayward como Amy.
- Jessie Borgstrom como Gerda de niña.
- Robert D. Jones Como Priest.
- Alexander Hoy Como Chen.
- Trever Havixbeck as Sargento de Armas.
- John DeSantis como satanás.

## Diferencias con el cuento
La historia de la película se basa en la historia de Hans Christian Andersen La reina de las nieves, pero presenta una serie de cambios significativos. Lo más prominente es que Gerda y Kai están abiertamente unidos románticamente el uno al otro, en lugar de simplemente ser mejores amigos. Otro cambio significativo es que las porciones de apertura y final de la película tienen lugar en un entorno «realista» moderno, mientras que las aventuras de Gerda y Kai en el cuento son soñadas y surrealistas. Nunca se explica si los eventos experimentados por Gerda y Kai realmente tuvieron lugar.

### Gerda y Kai
Gerda está de luto por la muerte de su madre. Aunque su madre murió nueve años antes, Gerda no ha podido seguir adelante hasta que conoce a Kai. En esta versión, Kai es un nuevo miembro del personal en el hotel propiedad del padre de Gerda, e inmediatamente se propuso hacer amistad con Gerda y ayudarla a sanar. Es porque Kai ha ayudado a Gerda a encontrar un nuevo propósito en la vida que se propone rescatarlo cuando es secuestrado por la reina de las nieves. La Reina de las Nieves se refiere a la relación de Gerda y Kai como "verdadero amor».

### La reina de las nieves
La Reina de las Nieves en esta versión es intencionalmente maliciosa hacia Gerda y desea mantener a Kai solo para ella. A través de la película se revela lentamente que la reina de la nieve ha estado acaparando energía durante algún tiempo, con la intención de destruir todas las otras estaciones y gobernar la tierra con el invierno. Ella tenía la intención de lograr este objetivo con el espejo del Diablo, que fue destrozado en miles de piezas sobre la tierra. La reina de las nieves secuestra inicialmente a Kai porque la pieza final del espejo cayó en su ojo, pero ella lo lleva a su palacio y le ordena reconstruir el espejo. Fue la reina de las nieves quien produjo la tormenta que causó la muerte de la madre de Gerda. También hay un sub-argumento menor que involucra a un oso polar que habla ferozmente y es el esbirro de la reina de las nieves, y se queda a su lado porque está enamorado de ella. Después de su derrota, él la lleva y se ve tomando la forma de un hombre elegante.

### Las Cuatro Estaciones: primavera, verano, otoño e invierno
Varios personajes que Gerda encuentra en la historia han sido alterados. La bruja del verano eterno se ha convertido en la «bruja de la primavera», el príncipe y la princesa del palacio se han combinado en la «princesa del verano» y la madre de la chica ladrona se ha convertido en La ladrona de otoño. En la película, las tres mujeres son hermanas de la reina de las nieves. Juntas, las cuatro hermanas son conocidas como las «Cuatro Estaciones».  Estas retrasan a Gerda reteniéndola por diversas razones, entonces Gerda se ve obligada a escapar de las tres mujeres antes de enfrentarse a la reina de las nieves. Se dice en la leyenda que las tres hermanas se han debilitado severamente por culpa de su hermana. Cuando sostienen a Gerda, afirman que lo están haciendo por su propia protección, ya que su hermana es mucho más fuerte de lo que ella puede imaginar.

### El Espejo
El espejo mágico es la pieza central de la trama y el catalizador de la aventura de Gerda para rescatar a Kai. En la leyenda se cuenta que el espejo fue forjado por Satanás, quien lo dio a las Cuatro Estaciones para que pudieran admirar su trabajo. Cuando la primavera, el verano y el otoño se miraban al espejo, veían reflejada la esencia de su poder y promesa de vida, mientras que el invierno veía una reflexión fría y estéril.  Satanás había hecho el espejo de tal manera que cuando el invierno contemplara su reflejo, se viera como la reina, y deseara que el invierno gobernara La tierra. Así, la Reina de las Nieves un día robó el espejo, llevándolo a donde nadie pudiese encontrarlo, entonces lo tomo y voló al Cielo, exigiendo  que el invierno se convirtiera en el poder dominante en la Tierra. La magia del espejo y del cielo no sentaron bien juntas haciendo que el espejo se rompiera. Desde entonces, La reina de las nieves se dedicó a recuperar los fragmentos, los cuales caían a los ojos humanos.

## Producción
Las escenas de la ciudad se grabaron en Fort Steele, Columbia Británica, una ciudad patrimonio en la Columbia Británica, Canadá. El interior del hotel fue un conjunto construido sobre un escenario de sonido, el mismo conjunto cubierto de nieve sintética para las escenas posteriores.

## Premios
- Premio Saturno (2003)
- mejor presentación individual televisiva - Nominada
- Premios de la Sociedad Canadiense de Cinematógrafos (2003)
- Mejor fotografía en drama de televisión - Ganadora
- Premios Leo (2003)
- Mejor desempeño actoral femenino en un largometraje (Chelsea Hobbs) - Nominada
- Mejor sonido general en un drama de largometraje - Nominado

- Datos: Q1216050